# Plastico (architettura)

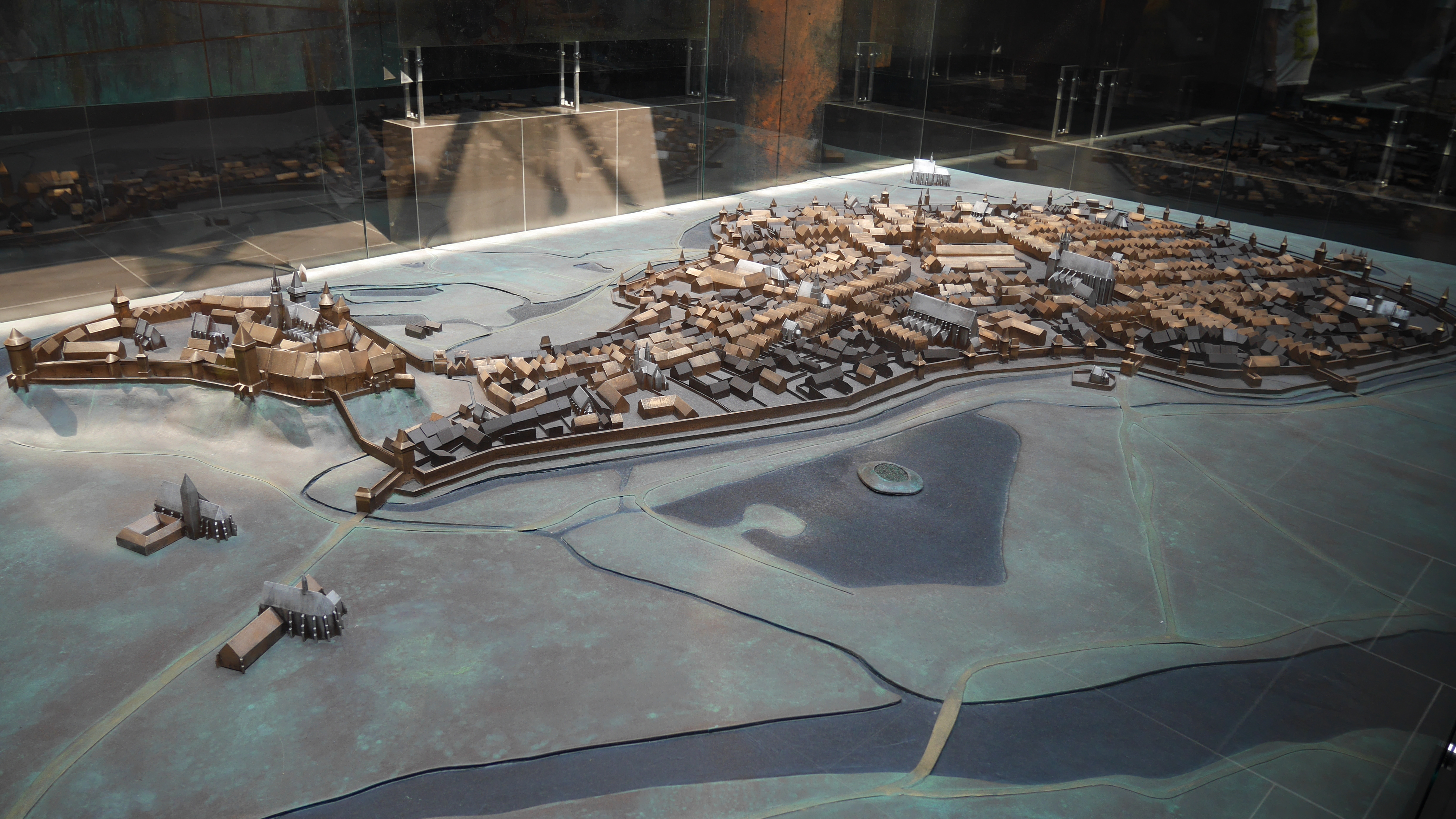
Plastico della città di Cracovia

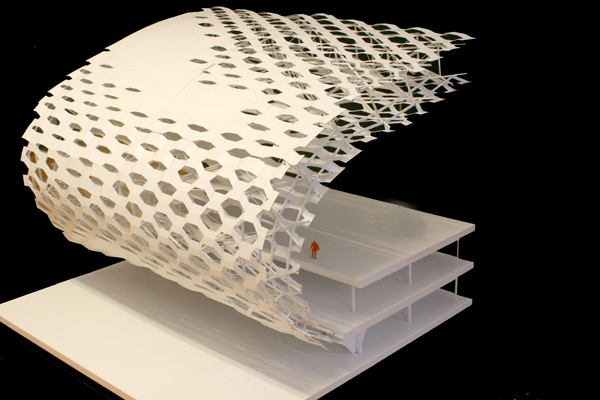
Modello di studio dell'involucro dell'Aeroporto di Shenzen progettato dallo Studio Fuksas

Un plastico è un modello in scala che riproduce elementi architettonici. Può trattarsi di un edificio, ma comprende spesso anche una intera situazione urbanistica.
La realizzazione dei plastici è un'attività propedeutica alla realizzazione di progetti architettonici. È uno strumento progettuale esattamente come lo è il disegno a mano libera o il modello 3D digitale.

## Storia
L'uso di modelli architettonici è documentato anche nel passato. Alcuni ci sono pervenuti, come il modello ligneo di palazzo Strozzi di Simone del Pollaiolo (Museo del Bargello, Firenze, in prestito al museo di palazzo Strozzi) o quello della Cupola di Santa Maria del Fiore attribuito a Brunelleschi stesso (Museo dell'Opera del Duomo, Firenze) o quello del duomo di Pavia del 1497 (conservato nella Pinacoteca Malaspina). Celebre è anche il grandioso plastico per basilica di San Pietro in Vaticano realizzato tra il 1539 al 1546 da Antonio da Sangallo il Giovane in scala 1:30 con grande dispendio di risorse. Per la medesima basilica romana, anche Michelangelo Buonarroti presentò un modello ligneo che fu immortalato in una tela del Passignano (Casa Buonarroti, Firenze). Ancora a Michelangelo è attribuibile il modello per la facciata della basilica di San Lorenzo, mentre, di epoca più recente, sono diversi plastici costruiti dal catalano Antoni Gaudí, nei quali si rileva peraltro un attento studio delle componenti statiche.

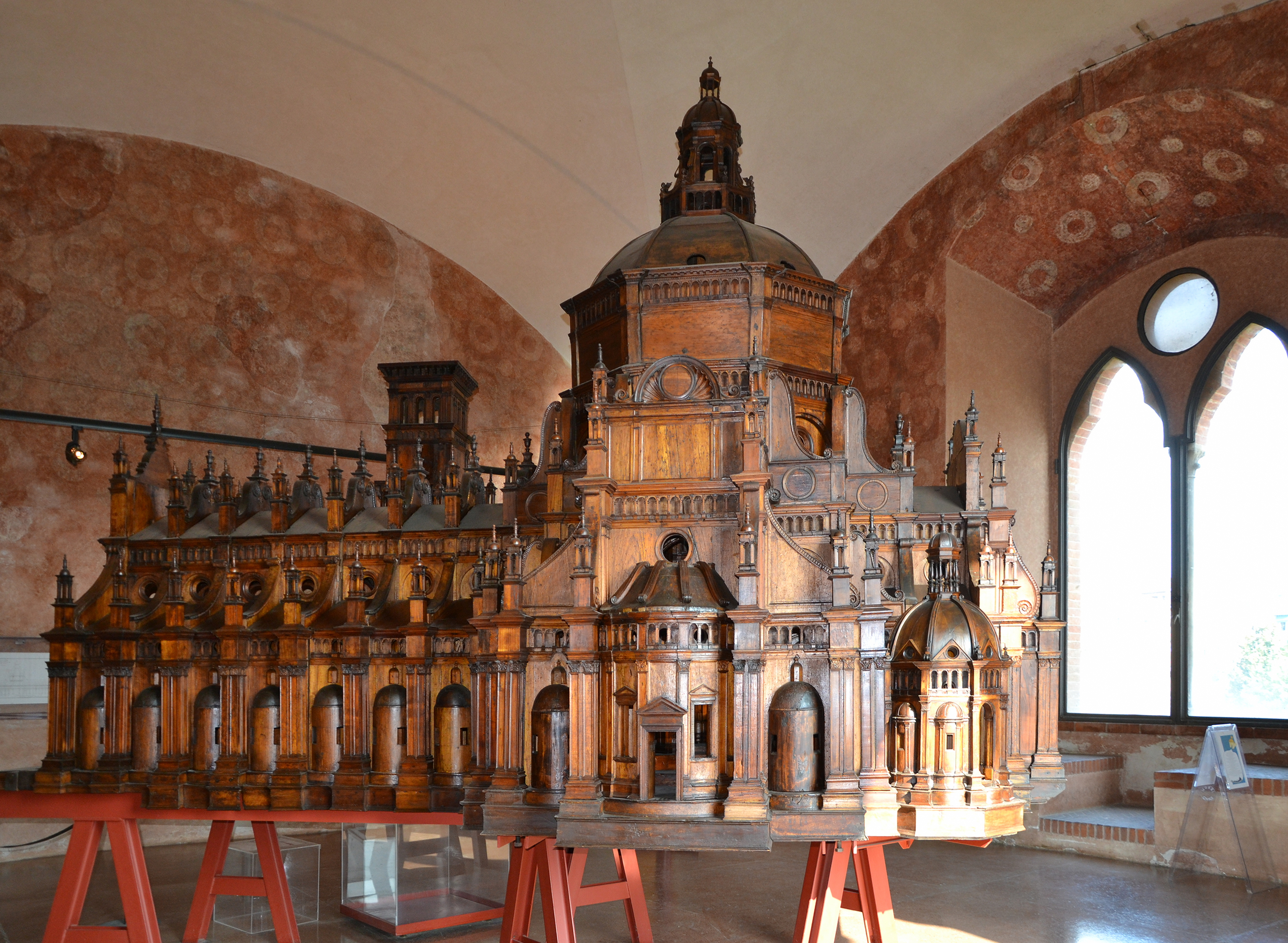
Modello ligneo del Duomo di Pavia (1497), Pavia, Pinacoteca Malaspina.

## Realizzazione
Come abbozzo, può essere costruito in cartone, gesso e legno, mentre per una presentazione viene costruito con materiali più stabili e costosi, come materie plastiche e metallo.

## Applicazioni
Grazie alla riproduzione in scala di modelli curati nei minimi particolari, è possibile valutare l'impatto e la resa finale dell'opera, infatti, alcuni plastici possono essere utilizzati come modelli di particolari opere tecniche (come i ponti) per essere sottoposti a diverse prove per individuare i limiti della struttura.
La sua presentazione è senza dubbio uno dei momenti più importanti della partecipazione di un progetto ad un concorso di architettura.